# 韋厄拉鎮區 (愛荷華州奧德班縣)
韋厄拉鎮區（英語：Viola Township）是位於美國愛荷華州奧德班縣的一個行政鎮區。

## 地方資料
根據2010年美國人口普查的數據，韋厄拉鎮區的面積為91.50平方千米，當中陸地面積為91.50平方千米，而水域面積為0.00平方千米。當地共有人口166人，而人口密度為每平方千米1.81人。